# Marco Valerio Probo
Marco Valerio Probo  fue un gramático y crítico romano, originario de Berito (actual Beirut), que vivió en tiempos del emperador Nerón.

## Vida y obra
Era estudiante en vez de profesor y se dedicó al criticismo y la hermenéutica de textos de autores clásicos (especialmente los poetas romanos más importantes) mediante notas marginales o mediante símbolos, según lo hacían los gramáticos alejandrinos. Así estudió a Horacio, Lucrecio, Terencio y Persio. Publicó muy poco aparte de estos textos, pero sus lecciones fueron preservadas en las notas tomadas por sus pupilos. Algunas de sus críticas sobre Virgilio puede ser que estén preservadas en el comentario de las Bucólicas y las Geórgicas, las cuales van bajo su nombre. Se posee parte de un tratado suyo, De notis, esbozo de quizá una obra mucho más larga. Este contiene una lista de abreviaciones usadas en escrituras oficiales e históricas (especialmente nombres propios), en leyes, defensas legales y edictos.
Se le han atribuido erróneamente las siguientes obras:
1. Catholica Probi, sobre la declensión de los sustantivos, la conjugación de los verbos, y las terminaciones rítmicas de las oraciones. A esto se le considera generalmente un trabajo del gramático Mario Plocio Sacerdote del siglo III.
2. Instituta artium, sobre las ocho categorías de palabras, también llamada Ars Vaticana debido a que se descubrió en un manuscrito del Vaticano. Debido a que se le menciona en los baños de Diocleciano, no puede haberse escrito antes del siglo IV. Es posible que sea de otro Probo que vivió más tarde, cuya existencia es sin embargo problemática.
3. Appendix Probi, sobre cómo usar los sustantivos, el uso de los casos, las reglas de la ortografía (de mucho valor para el estudio de la pronunciación del latín en ese entonces) y una tabla de differentiae.
4. De nomine excerpta, una compilación de varios trabajos sobre gramática.